# Rue Henri-de-Bornier (Toulouse)
Pour l’article homonyme, voir Rue Henri-de-Bornier.
La rue Henri-de-Bornier est une voie de Toulouse, chef-lieu de la région Occitanie, dans le Midi de la France.

## Situation et accès

### Description
La rue Henri-de-Bornier est une voie publique. Elle se trouve dans le quartier de Marengo.
La chaussée compte une seule voie de circulation, en sens unique, de l'avenue de la Gloire vers l'avenue du Cimetière. Elle appartient à une zone 30 et la vitesse y est limitée à 30 km/h. Il n'existe ni bande, ni piste cyclable, quoiqu'elle soit à double-sens cyclable.

### Voies rencontrées
Le rue Henri-de-Bornier rencontre les voies suivantes, du sud au nord (« g » indique que la rue se situe à gauche, « d » à droite) :
1. Avenue du Cimetière
2. Rue Marcelin-Berthelot (g)
3. Rue Paul-Dupin
4. Avenue de la Colonne

## Odonymie

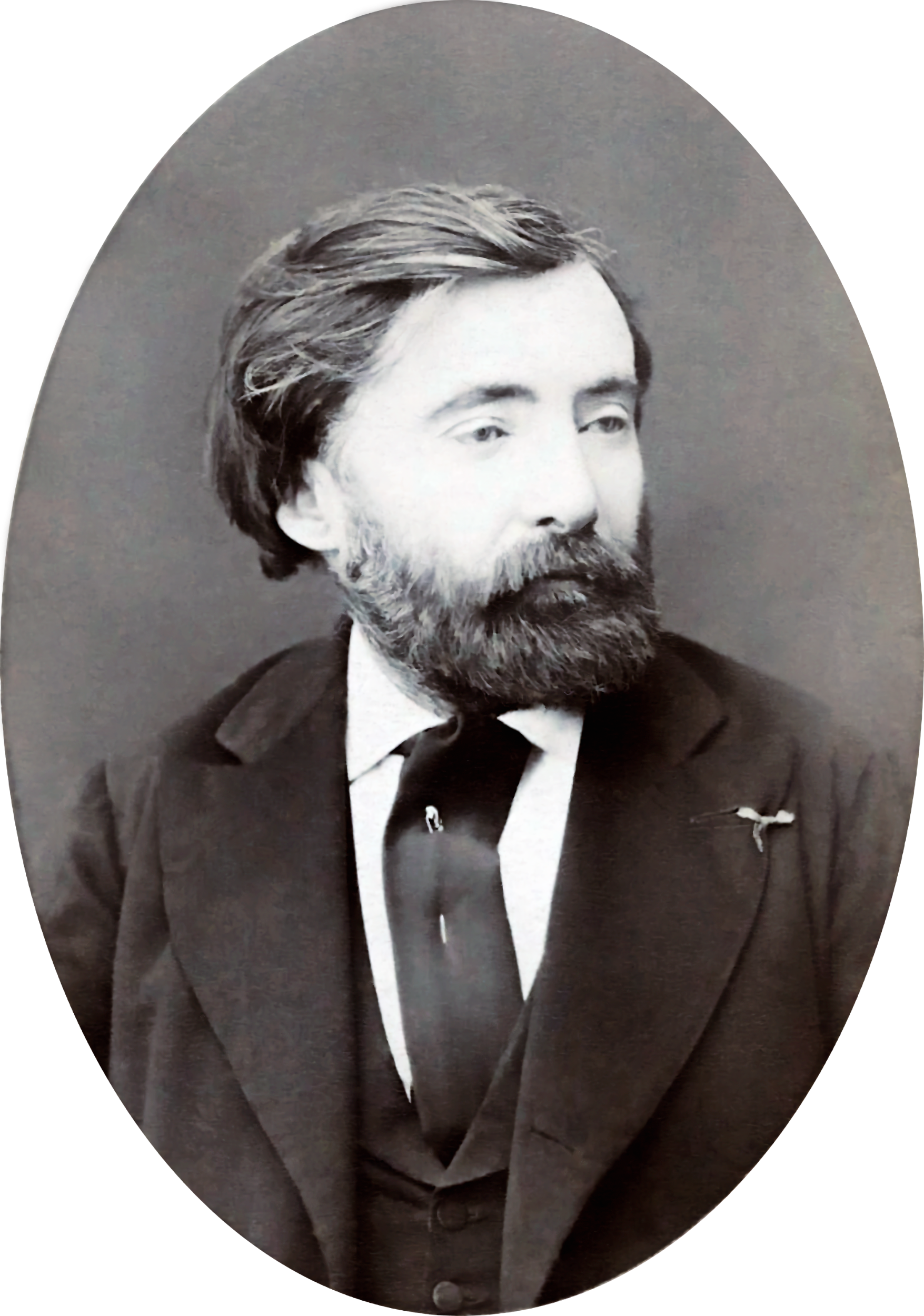
Portrait d'Henri de Bornier par Ferdinand Mulnier (entre 1860 et 1880, BnF).

La rue est nommée en hommage à Henri de Bornier (1825-1901). Poète et dramaturge, il obtient en 1875 le succès avec sa pièce, La Fille de Roland, et il élu à l'Académie française en 1893. Il fait sa carrière à la bibliothèque de l'Arsenal, à Paris, passant de surnuméraire, en 1848, à conservateur, en 1889.
En 1865, la rue avait d'abord été nommée, à la suite d'une proposition faite par Alphonse Brémond, historien et généalogiste toulousain, en l'honneur de Guillaume Cammas (1698-1777), peintre et architecte toulousain. En 1905, elle devient la rue des Tuileries : c'était aussi le nom d'autres voies, aussi le conseil municipal décida, en 1947, de lui attribuer son nom actuel.

## Patrimoine et lieux d'intérêt
- no  11 : maison (premier quart du XXe siècle)[3].

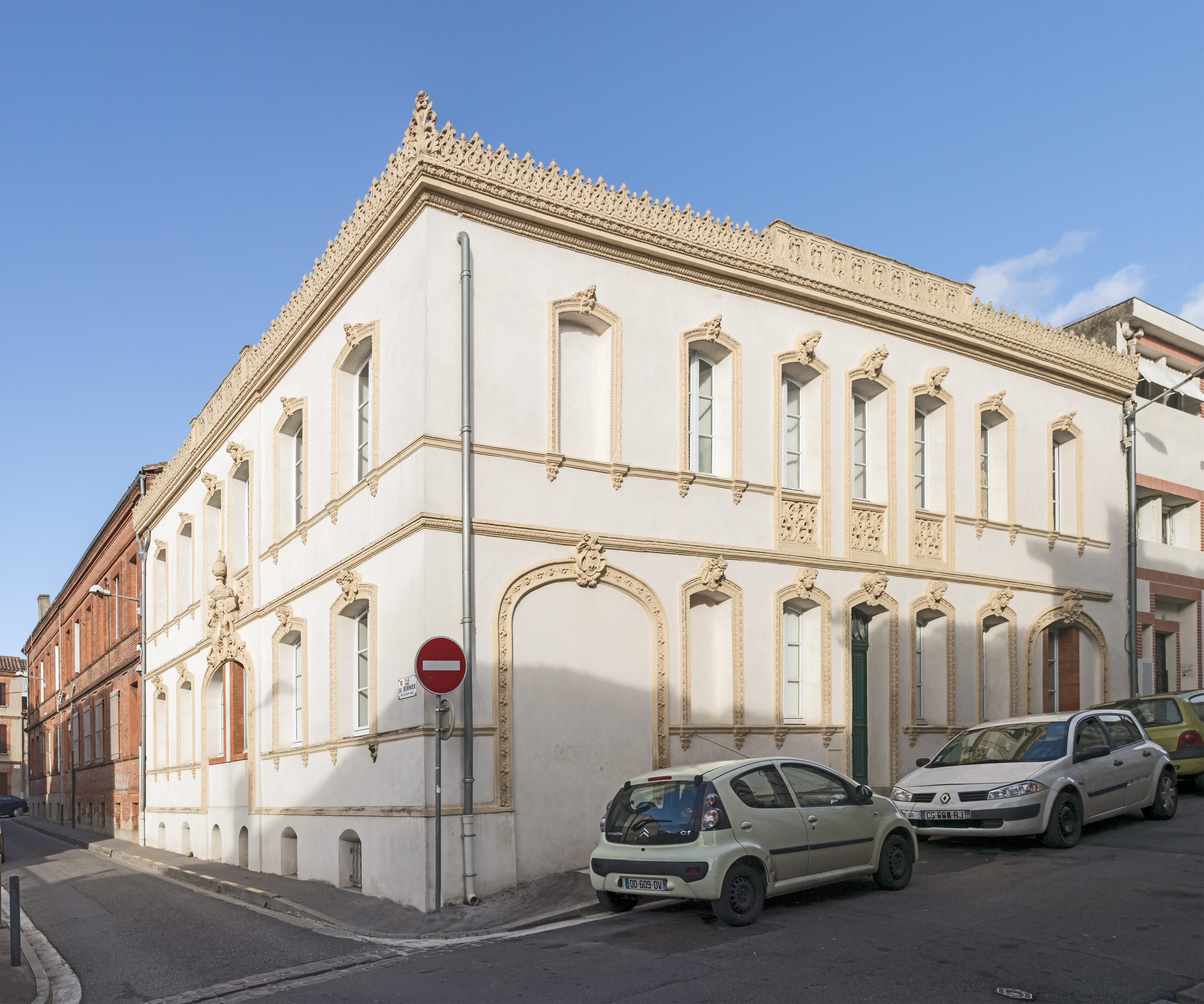
no 22 bis : maison en terre cuite de Virebent.

- no  22 bis : maison en terre cuite de Virebent.  Inscrit MH (1975, façade et toiture sur rue)[4]. 
La maison, d'un style éclectique, est construite au début du XIXe siècle par l'architecte Virebent, à l'angle de la rue Paul-Dupin (actuel no 31). Il utilise un important décor de terre cuite, issu de la briqueterie Virebent à Launaguet. Chaque linteau est orné d'un moulage en haut-relief à dessin héraldique ou anthropomorphe. L'étage supérieur est recouvert d'une toiture plate, couronnée d'une crête dentelée en terre cuite[5].

- no  24 : fabrique Giscard.  Inscrit MH (1975)[6],[4],[7],[8].